# Schmidtottia sessilifolia
Schmidtottia sessilifolia là một loài thực vật có hoa trong họ Thiến thảo. Loài này được (Britton) Urb. miêu tả khoa học đầu tiên năm 1923.